# Stalobelus laudatus
Stalobelus laudatus är en insektsart som beskrevs av Capener 1967. Stalobelus laudatus ingår i släktet Stalobelus och familjen hornstritar. Inga underarter finns listade i Catalogue of Life.